# La Ferme des Bertrand
La Ferme des Bertrand és un documental francès dirigit per Gilles Perret i estrenat l'any 2024.

## Argument
Gilles Perret va néixer i es va criar a Mieussy, al nord de l'Alta Savoia, a 100 metres d'una granja lletera llavors dirigida per tres germans. El director mostra l'evolució de la vida d'aquesta família de pagesos al llarg de cinquanta anys gràcies a la intersecció de diverses pel·lícules. Un primer reportatge l'any 1972 captat per la càmera de Marcel Trillat, després la primera pel·lícula del director el 1997 quan els tres germans traspassen la granja al seu nebot i la seva dona, i finalment el 2022 quan una nova generació pren el relleu.
Aquesta pel·lícula permet mesurar l'evolució interna i externa d'aquest lloc de treball i vida. És a través d'aquesta adaptació constant que aquesta professió tan exigent els permet guanyar-se la vida laboriosament. Es tracta, doncs, de transmissió, d'amor per la feina ben feta, de resiliència davant la duresa de la professió i dels elements naturals, i també d'una certa idea de felicitat en aquests magnífics paratges de muntanya.